# Novembre 1968

## Évènements
- 1er novembre, France : parution du premier numéro de La Cause du peuple, journal de la Gauche prolétarienne. Jean-Pierre Le Dantec en devient le directeur. Quatre à huit pages imprimés en rouge et noir sur du mauvais papier. En sous-titre  « Journal communiste révolutionnaire prolétarien». À droite : une effigie de Mao, un marteau et une faucille.

- 2 - 3 novembre, France : réunie à Clichy en conseil national, la SFIO demande le remplacement de la FGDS par un parti « résolument socialiste ».

- 3 novembre (Formule 1) : Grand Prix automobile du Mexique.

- 5 novembre :
  - Le républicain Richard Nixon est élu président des États-Unis avec 31 785 000 voix (43 %) contre 31 275 000 (42,7 %) au vice-président sortant Hubert Horatio Humphrey. George Wallace, le gouverneur ségrégationniste et réactionnaire de l'Alabama rassemble 10 000 000 de voix. Richard Nixon accède au pouvoir le 20 janvier 1969 avec Spiro Agnew comme vice-président (R).
  - France : le FLB, Front de libération de la Bretagne, annonce qu’il suspendra ses actions de commandos pendant la visite du général de Gaulle;
  - France : François Mitterrand abandonne la direction et démissionne de la FGDS qui disparaît sans que nul ne tente de la sauver.

- 12 novembre, France : vote de la loi d'orientation sur l'enseignement supérieur. Transformation du paysage universitaire français. Les universités autonomes remplacent les facultés (création des UER dont la gestion revient à l'ensemble des utilisateurs). Deux nouveaux centres sont créés : Dauphine et Vincennes.

- 19 novembre : au Mali, un coup d'État exécuté par un « Comité Militaire de Libération Nationale » (CMLN) renverse le Président Modibo Keïta et porte au pouvoir le lieutenant Moussa Traoré, qui instaure un régime dictatorial qui va durer 23 ans. Le parti de Keïta, l'Union soudanaise, est mis hors la loi.

- 20 novembre : une explosion fait 78 victimes dans une mine de Farmington en Virginie-Occidentale. Devant la colère des mineurs, le Congrès votera le Mine Health and Safety Act en 1969.

- 24 novembre : le capitaine Yoro Diakité forme un gouvernement provisoire au Mali. La Constitution de 1960 est abrogée et remplacée par une loi fondamentale (ordonnance no 1 du CMLN) en attendant un référendum constitutionnel.

- 25 novembre, France : rétablissement du contrôle des changes.

- 27 novembre : émeutes de protestation contre le contrôle des Serbes au Kosovo, qui obtient l'autonomie en 1974.

## Naissances
- 5 novembre : 
  - Seth Gilliam, acteur américain.
  - Sam Rockwell, acteur américain.
- 8 novembre : Zara Whites, actrice érotique hollandaise.
- 10 novembre : Ishtar, chanteuse israélienne.
- 11 novembre : Jérôme Anthony, animateur de télévision français.
- 18 novembre : Owen Wilson, acteur, producteur et scénariste américain.
- 19 novembre : Gordon Fraser,  coureur cycliste.
- 20 novembre : 
  - Goya Kitenge Bijoux, femme politique congolaise.
  - James Dutton, astronaute américain.
- 21 novembre : Alex James, bassiste anglais du groupe Blur.
- 22 novembre : Sidse Babett Knudsen, actrice danoise.
- 23 novembre : Pierre Tissot, acteur français.
- 24 novembre : Taoufik Charfeddine, avocat et homme politique tunisien.
- 25 novembre : Jill Hennessy, actrice et chanteuse.
- 28 novembre : Julien Terzics, musicien et activiste antifasciste français († 1er juillet 2024).
- 29 novembre : Charlotte Valandrey, actrice et écrivaine française († 13 juillet 2022).
- 30 novembre : Laurent Jalabert, cycliste français.

## Décès
- 6 novembre : André Louis Mestrallet, peintre et antiquaire français (° 16 octobre 1874).
- 8 novembre : Kokomo Arnold, chanteur et guitariste américain de blues (° 15 février 1901).
- 12 novembre : Victor Lenaers, coureur cycliste belge (° 12 janvier 1893).
- 16 novembre : Agostino Bea, cardinal et jésuite allemand (° 28 mai 1881).
- 28 novembre : Enid Blyton, romancière britannique.